# Tsuyoshi Miyaichi
Tsuyoshi Miyaichi (宮市 剛 Miyaichi Tsuyoshi?), född 1 juni 1995 i Aichi prefektur, är en japansk fotbollsspelare.
Miyaichi började sin karriär 2014 i Shonan Bellmare. Efter Shonan Bellmare spelade han för Mito HollyHock, Gainare Tottori och MIO Biwako Shiga. 2018 flyttade han till Grulla Morioka (Iwate Grulla Morioka).